# Krankheitsverlauf
Ein Krankheitsverlauf, die Verlaufsweise von Krankheiten, kann nach verschiedenen Kriterien beschrieben werden. Zudem kann eine bestimmte Krankheit bei verschiedenen Patienten unterschiedlich verlaufen. Dies kann in zahlreichen Faktoren begründet sein, z. B. durch Unterschiede in der Virulenz eines Krankheitserregers, in der Dosis eines Gifts, im vorbestehenden Gesundheitszustand und Ernährungszustand der erkrankten Person, dem Zustand des Immunsystems oder dem Alter des Patienten. Auch äußere Faktoren wie Temperatur (Hitzewelle, Kältewelle), Luftfeuchtigkeit, Staubbelastung und Zugluft können Krankheitsverläufe beeinflussen.
Patienten können zudem selbst den Krankheitsverlauf beeinflussen. Je besser Patienten über ihre Erkrankung informiert sind, desto höher ist ihre Gesundheitskompetenz und desto besser können sie selbst zur Heilung beitragen. Studien zeigen, dass ein intaktes soziales Umfeld Stress senkt, das Leben verlängert, Schmerzen weniger ausgeprägt erscheinen lässt und Krebspatienten hilft, Therapien besser und mit höherer Lebensqualität zu überstehen.
In der Antike waren laut dem Arzt Hippokrates und gemäß dem Seuchenforscher Georg Sticker vier mögliche Verlaufsformen (insbesondere bezogen auf das Fieber bei fieberhaften Erkrankungen) bekannt:
- rasche Steigerung der Symptomatik bis zum Gipfel und allmählicher Rückgang.
  - Beispiele: Fieber bei Pocken, Grippe, Diphtherie, Mumps
- allmähliche Verstärkung von Tag zu Tag bis zum Gipfel und plötzliches Zurückgehen
  - Beispiele: Fleckfieber, Paratyphus, zum Teil Meningitis
- allmähliches Ansteigen bis zum Gipfel, Verharren und allmähliches Nachlassen
  - Beispiele: Fleckfieber in manchen Fällen, Brucellose, oft Meningitis, Miliartuberkulose
- plötzliche Steigerung, ausgeprägter Gang und plötzlicher Rückgang
  - Beispiele: Lungenentzündung, Erysipel, Fleckfieber, Scharlach, Masern, Rückfallfieber

Den natürlichen Abschluss einer Erkrankung bilden bei Hippokrates die Entscheidungstage (griechisch κρίσιμοι ἡμέραι), nach denen die Erkrankung in Genesung übergeht.

## Einteilungen

### Einteilung nach zeitlichem Verlauf
Nach dem zeitlichen Verlauf klassifiziert man Erkrankungen, gelegentlich aber auch Ereignisse in anderen Bereichen, mit verschiedenen Begriffen:
- akut (von lateinisch acutus ‚scharf‘, ‚spitz‘) kennzeichnet schnell (und heftig) zum Ausbruch kommende Erkrankungen.
- chronisch (von griechisch χρόνος chrónos ‚die Zeit‘) kennzeichnet sich meist langsam entwickelnde und lang andauernde Erkrankungen.[8] Der Krankheitsverlauf erstreckt sich über mehr als vier Wochen. Eine Erkrankung kann chronisch sein und trotzdem eine akute Komponente haben. Einige chronische Erkrankungen, wie z. B. Epilepsie, zeichnen sich durch akute Schübe (Anfälle) aus. Man spricht dann bei einer sich lange fortziehenden bzw. andauernden Krankheit[9] auch von Verschleppung bzw. einer verschleppten Krankheit. Ähnlich findet sich gelegentlich der adjektivische Ausdruck akut-auf-chronisch (englisch: acute-on-chronic) bei einer akuten Exazerbation (auch Rekrudeszenz oder Aggravation) einer chronisch-progredient verlaufenden Krankheit, zum Beispiel beim Leberversagen oder bei der Niereninsuffizienz, nicht jedoch bei der COPD oder beim chronischen Schmerzsyndrom.

Zur feineren Klassifizierung gibt es Abwandlungen dieser Grundformen:
- perakut wird für sehr schnell auftretende und oft tödliche Krankheiten (z. B. bei Herzinfarkt, Schlaganfall) verwendet.
- subakut wird für eine klinisch weniger heftige Symptomatik als akut, zeitlich zwischen akut und chronisch verwendet.
- subchronisch ist eine verlängerte, aber noch geringere Krankheitsdauer als bei einem chronischen Verlauf[10]
- chronisch-progredient ist eine lang anhaltende oder bleibende Erkrankung, in deren Verlauf die Symptome zunehmen oder zusätzliche Symptome entstehen.
- prolongiert sagt man im Falle einer überdurchschnittlich langen Krankheits- oder Symptomdauer. Man spricht dann bei einer sich lange fortziehenden bzw. andauernden Krankheit[9] auch von Verschleppung bzw. einer verschleppten Erkrankung.
- transitorisch wird bei vorübergehenden Störungen verwendet.

Weitere Eigenschaften zeitlicher Verläufe sind:
- paroxysmal („anfallsartig“): sind innerhalb von sehr kurzer Zeit eintretende Symptome von beschränkter Dauer

- foudroyant („überwältigend und schnell“, „plötzlich einsetzend“; von französisch foudroyer „durch den Blitz erschlagen“): z. B. manche Lungenembolie, Sepsis. Synonym wird auch fulminant (von lateinisch fulminare „blitzen“) verwendet.
- rezidivierend („wiederholt auftretend“), das Wiederauftreten („Rückfall“) einer Erkrankung, siehe Rezidiv
  - episodisch oder phasenhaft: ab und zu oder mehr oder weniger oft eintretende Symptome
  - schubförmig: wie „episodisch“, nur meist mit jeweils dauerhafter Verschlechterung, wie bei Multiple Sklerose
  - intermittierend: (ebenfalls phasenhaft, aber eher kurz), v. a. im Zusammenhang mit Herzrhythmusstörung oder Fieber
  - zyklisch oder rhythmisch: wie bei Wechselfieberarten (Malaria), mit einem typischen Zeitverlauf
- tardiv: ein langsamer oder verzögerter Eintritt der Erkrankung
- progressiv („fortschreitend“, Synonym: progredient): über einen längeren Zeitraum sich verschlimmernde Erkrankung, siehe Progredienz
- persistierend: eine Krankheit oder ein Symptom in konstanter Ausprägung
- protrahiert („in die Länge gezogen“) wie persistierend, aber mit Verschlechterungstendenz.

### Einteilung nach Symptomstärke
- latent wird für „schlummernde“ Erkrankungen genutzt, bei denen beim Patienten keine Krankheitserscheinungen auftreten; latente Erkrankungen können allerdings unter bestimmten Bedingungen (z. B. bei vermindertem Immunstatus) auch „klinisch manifest“ (s. u.) werden.
- inapparent („nicht in Erscheinung tretend“) oder
- asymptomatisch („ohne Symptome“) wird für Krankheitsphasen ohne Krankheitszeichen verwendet
- subklinisch bedeutet unterschwellig, nicht offensichtlich.
- blande gilt für eher harmlose bzw. schwach ausgeprägte Symptome
- oligosymptomatisch bedeutet nur wenige klinische Symptome.
- klinisch manifest oder apparent sind Erkrankungen mit gut erkennbaren Symptomen.
- aggraviert wird für (oft durch andere Faktoren oder durch Übertreibung – siehe Aggravation) verschlimmerte Krankheitszustände benutzt.

### Einteilung nach Schweregrad oder Prognose
- als letal werden tödlich verlaufende Erkrankungen bezeichnet, siehe Letalität.
- fulminant (fulmen (lat.) = Blitz) sind sehr schwere Krankheitsverläufe, die dazu auch noch besonders schnell voranschreiten (analog zu foudroyant).
- florid(e) („blühend“) sind heftige, stark ausgeprägte Krankheitserscheinungen.
- remittiert oder remittierend für Heilung bzw. rückläufige Beschwerden.
- exazerbiert Verschlechterung chronischer Krankheitsverläufe (z. B. Exazerbation COPD)
- infaust wird für absehbar hoffnungslose Krankheitsverläufe verwendet.

### Einteilung nach pathophysiologischem Schädigungsmuster
- abszedierend (einschmelzend, einen Abszess bildend)
- destruierend (zerstörend, v. a. Knochenstrukturen)
- erosiv (erosive Gastritis)
- generalisierend, z. B. epileptische Anfälle, die im Verlauf auf das ganze Gehirn übergreifen
- immobilisierend können akute Krankheitsbilder wie Rückenschmerz, aber auch chronische wie die rheumatoide Arthritis sein
- infiltrierend (Eindringen oder Ausbreiten von z. B. Erregern, Tumorzellen, Substanzen)
- konsumierend bei auszehrenden Erkrankungen mit so genannter B-Symptomatik wie bösartigen Krebsarten oder granulomatösen Krankheitsbildern wie Tuberkulose oder Granulomatose mit Polyangiitis, Sarkoidose
- metastasierend (Absiedelungen bildend)
- nekrotisierend (Gewebsuntergang verursachend)
- obstruierend, obstruktiv (verschließend)
- perforierend (durchbrechend, durchbohrend)
- phlegmonös (eitrig und sich diffus ausbreitend)
- septische Verläufe sind solche mit Übergang in einen Zustand allgemeiner Blutvergiftung
- sklerosierend (allgemein: verhärtend)
- spasmodisch (krampfartig oder kontrahierend)
- stenosierend (einengend)
- systemisch (den gesamten Organismus betreffend)
- ulzerierend (Geschwüre bildend)
- zentralisierte Blutzirkulation im beginnenden Kreislauf-Schock

### Einteilung nach Einwirkungsrichtung
- aszendierend (aufsteigend, z. B. Harnwegsinfekt in Richtung Nierenbecken)
- deszendierend (absteigend, z. B. Etagenwechsel bei Entzündungen des Nasen-Rachen-Raumes, auch Seitenstrang-Angina)

### Einteilung nach Ursprung der Erkrankung
- Primäre Krankheit, entsteht unmittelbar aus der krank machenden Ursache, also z. B. in den Organen oder Geweben, Primärer Hyperaldosteronismus oder auch Conn-Syndrom
- Sekundäre Krankheit, die Krankheit entwickelt sich als Folge einer anderen Erkrankungen oder Schädigungen, z. B.  Sekundärer Hyperaldosteronismus